# Distretto di Caleta de Carquín
Il distretto di Caleta de Carquin è uno dei dodici distretti della provincia di Huaura, in Perù. Si trova nella regione di Lima e si estende su una superficie di 2,04 chilometri quadrati.
Istituito il 30 settembre 1941, ha per capitale la città di Caleta de Carquin.